# Barleria dulcis
Barleria dulcis là một loài thực vật có hoa trong họ Ô rô. Loài này được Benoist mô tả khoa học đầu tiên năm 1929 publ. 1930.